# Раян Фламінго
Раян Фламінго (нід. Ryan Flamingo, нар. 31 грудня 2002, Бларікюм, Нідерланди) — нідерландський футболіст суринамського походження, захисник клубу ПСВ.

## Ігрова кар'єра

### Клубна
З 2014 року Раян Фламінго займався футболом в клубній академії нідерландського «Алмере Сіті». У 2021 році він перебрався до Італії, де продовжив грати в молодіжній команді «Сассуоло».
Влітку 2022 року Фламінго був внесений в заявку першої команди на участь в чемпіонаті Італії. Та вже в червні захисник повернувся до Нідерландів, де на правах оренди приєднався до клубу «Вітесс». 7 серпня 2022 року у матчі проти «Феєнорда» Фламінго дебютував на професійному рівні. Наступний сезон 2023/24 Раян також провів в Нідерландах, на правах оренди граючи в клубі «Утрехт».
В липні 2024 року Фламінго підписав повноцінний п'ятирічний контракт з клубом ПСВ.

### Збірна
У 2023 році Раян Фламінго дебютував у складі молодіжної збірної Нідерландів.

## Титули і досягнення
- Чемпіон Нідерландів (1):

ПСВ: 2024-25
- Володар Суперкубка Нідерландів (1):

ПСВ: 2025